# Ямхад

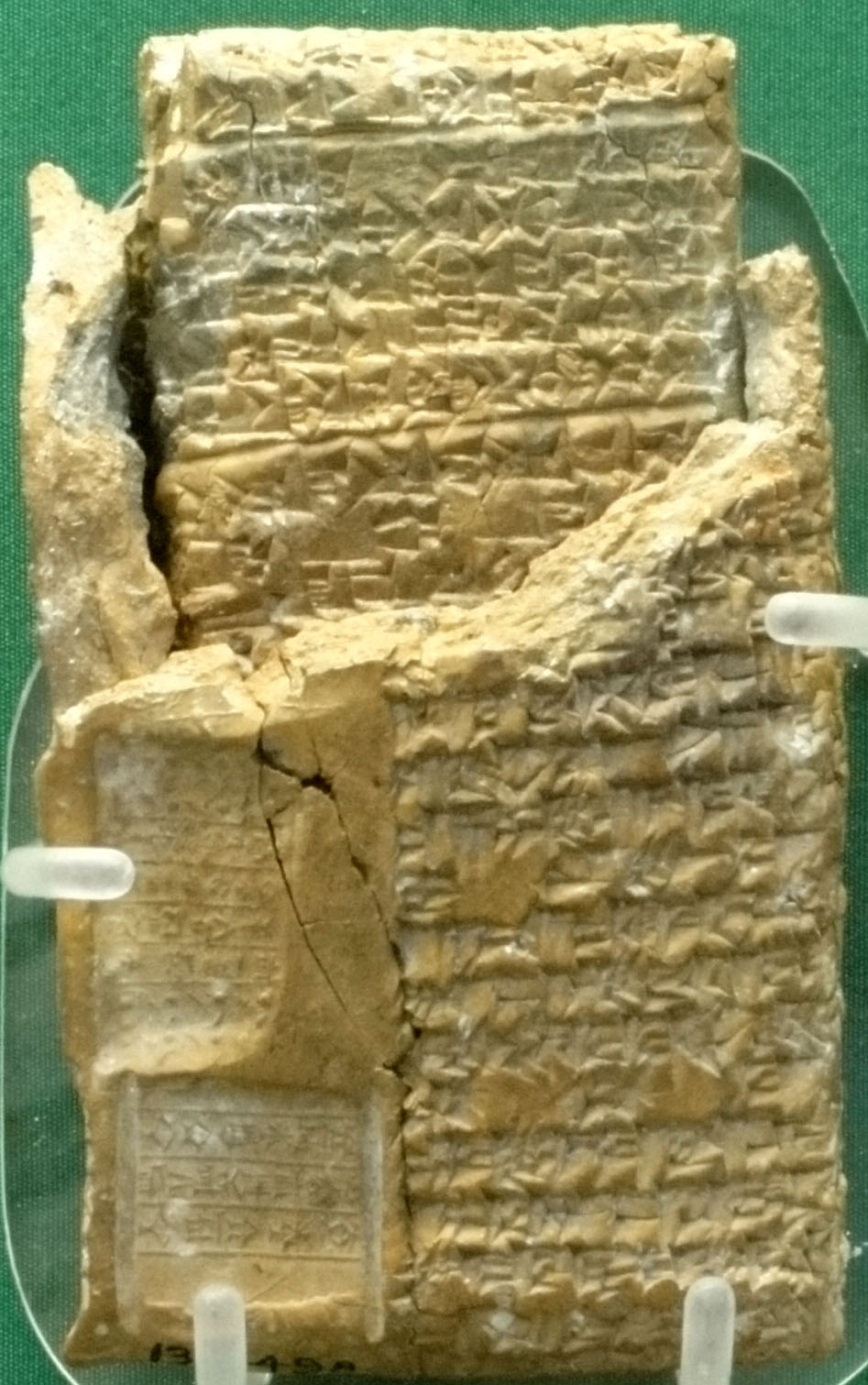
Клинописна таблиця законів правителя Ямхаду Нікма-Епука I, бл. 1720 року до н. е. (Британський музей)

Ямхад — стародавнє аморейське царство Сирії. Існувало в XIX–XV століттях до н. е. Центрами Ямхада вважалися міста Алеппо і Алалах, розташовані між озером Амік і великим закрутом Євфрату.

## Розквіт
Перші згадки про Ямхад відносяться до XX століття до н. е., однак імена його ранніх царів невідомі. На початку XVIII століття до н. е. тут правив Самуепух (Сумуепух). Його наступники розширили межі держави. У період найвищої могутності Ямхада, зона його впливу включала державу Мукіш і простягалася від північного узбережжя Сирії і малоазійського Тавру до закруту Євфрату і Каркемиша (можливо вона поширювалася і далі на південь, за межі великого закруту).

## Хеттська загроза
Проте близько в середині XVII століття до н. е. Яамхад розпався під ударами хеттів. Хетський правитель Хаттусілі I, завоював Алалах і Уршу, позбавивши Алеппо виходу до Середземного моря. В кінці XVII століття до н. е. його наступник Мурсілі I зміг захопити саме місто Алеппо і зробив тутешніх правителів своїми васалами.

## Хуритська загроза
Проте незабаром Хетське царство саме прийшло в занепад і головними супротивниками Ямхада стали хурити. У кінці XVI століття до н. е. халебський цар Ідрі-Мі був навіть змушений тікати з міста, в яке зміг повернутися лише тільки після довгої війни з мітаннійським правителем Парраттарною. Зрештою Ідрі-Мі все ж був змушений визнати над собою владу мітаннійского царства. Ще більшим було підпорядкування сина Ідрі-Мі — Нікма-Епук II, мітаннійському цареві Сауссадаттару. Останній відомий правитель Ямхада — Хаммурабі II (? — 1595 до н. е.). Можливо після нього Ямхад припинив своє існування.